# Слатинска гроница
Слатинска гроница или панонска гроница (лат. Lepidium cartilagineum) вишегодишња је биљка која расте на заслањеном земљишту и типичан је представник слатинских заједница. У Србији расте само у северном делу Војводине.

## Опис биљке
Вишегодишња биљка, са дебелим, чврстим кореном, при основи стабла покривеним влакнастим ликом прошлогодишњих, иструлелих листова.
Стабло већином устајуће, усамљено или их је више. Високо од 12 до 20 центиметара, голо, само у горњем делу покривено кратким, главичасто задебљалим длачицама, лиснато већином од средине, штитолико разгранато, са одстојећим или повијено устајућим гранама.
Листови мало кожасто задебљали, већином плавичастозелени, голи. Приземни листови на дугим дршкама (заједно са дршком до 12 центимара дуги); лиска 2,5—4 центиметра дуга и 1,5—2 (3) центиметра широка, јајаста или елиптична, у дршку сужена. Листови у доњем делу стабла гусластог облика, седећи, на стаништима са заслањеним земљиштем ови листови су проширени и стреластом основом обухватају стабло; средњи и горњи листови већином троугласто ланцетасти, стреластом основом обухватају стабло.
Листићи чашице јајасти, широки, бело обрубљени. Листићи крунице скоро дупло дужи од чашице, 3—3,5 милиметра дуги, бели, објајасто-клинасто у нокатац сужени. Зреле гроздасте цвасти релативно кратке, збијене, широке, у штитолику гроњу сложене, са помало ребрасто исцртаним вретеном, делимично покривеним кратким, главичасто задебљалим длачицама. Биљка цвета од маја до јуна.
Плод је љушчица јајастог облика, често ромбична, при основи скоро затупаста, при врху шиљата, цела, без крила, дуга 3-4 милиметра, са кратким стубићем, краћа од петељке. Капци плода са мрежастом нерватуром. Семена дугуљасто-округласта, пљосната, помало грубо грбичаста, светтломрке боје.
- Поље гронице
- Цваст и плодови гронице
- Гроница - строго заштићена врста биљке

## Распрострањеност
Источноевропско-западноазијска степска подручја (Мађарска, Румунија, јужна и источна Русија; од Сирије и Мале Азије до Белуџистана, Туркменистана, Џунгарије, Алтаја). Припада евроазијском (степском) флорном елементу.
Распрострањење у Србији: на заслањеним земљиштима (солончацима) у Војводини (околина Сенте, Суботице, Сомбора и Новог Сада).

## Станиште
На заслањеним и глиновитим земљиштима поред бара. Заступљена је у заједницама пашњака на солончацима (Camphorosmetum annuae).

## Статус заштите
Према Правилнику о проглашењу и заштити строго заштићених и заштићених дивљих врста биљака, животиња и гљива Србије, налази се на Прилогу I у категорији Строго заштићених дивљих врста, биљака, животиња и гљива.